# Automatic Train Protection
ATP (Automatic Train Protection) è un sistema di sicurezza per la marcia dei treni, basato sulla somministrazione di informazioni sulla linea, da parte del sistema all'agente di condotta, mediante dei punti informativi presenti lungo la linea (BOE). Il macchinista sarà sempre al corrente dei cambiamenti presenti in linea (pendenze, curve, rallentamenti, ecc) e delle velocità a cui dovrà attenersi. Nel caso non rispetti le condizioni di marcia, il sottosistema di bordo è in grado di intervenire sulla velocità del treno attivando anche il freno di emergenza.